# Ichintón
Ichintón är en ort i Mexiko.   Den ligger i kommunen Chamula och delstaten Chiapas, i den sydöstra delen av landet, 700 km öster om huvudstaden Mexico City. Ichintón ligger 2 238 meter över havet och antalet invånare är 547.
Terrängen runt Ichintón är kuperad, och sluttar söderut. Runt Ichintón är det tätbefolkat, med 550 invånare per kvadratkilometer. Närmaste större samhälle är San Cristóbal de las Casas, 5,5 km sydost om Ichintón. I omgivningarna runt Ichintón växer huvudsakligen savannskog.